# Habropogon mesasiaticus
Habropogon mesasiaticus är en tvåvingeart som beskrevs av Pavel Lehr 1960. Habropogon mesasiaticus ingår i släktet Habropogon och familjen rovflugor. Inga underarter finns listade i Catalogue of Life.